# Roerichiora
Roerichiora is een geslacht van vlinders uit de familie van de Houtboorders (Cossidae). De wetenschappelijke naam is voor het eerst gepubliceerd in 2009 door Roman Viktorovitsj Jakovlev en Thomas Joseph Witt.
De soorten van dit geslacht komen voor in het Oriëntaals gebied.

## Soorten
- Roerichiora bachma Yakovlev, 2011
- Roerichiora clara (Bryk, 1950)
- Roerichiora obliquifascia (Bryk, 1950)
- Roerichiora stigmatica (Moore, 1879)